# 애리조나뒤쥐
애리조나뒤쥐(Sorex arizonae)는 땃쥐과에 속하는 포유류의 일종이다. 북아메리카의 토착종이다.